# Ronnbergia explodens
Ronnbergia explodens är en gräsväxtart som beskrevs av Lyman Bradford Smith. Ronnbergia explodens ingår i släktet Ronnbergia och familjen Bromeliaceae. Inga underarter finns listade i Catalogue of Life.